# Antilògic
Antilògic és un grup de punk rock format a Cerdanyola del Vallès el 2022 per músics provinents de grups com Malestar Social, The Anti-Patiks i Hateache. El maig de 2024, com avançament d'un nou EP a la tardor, el grup va publicar el senzill «Aquest soc jo», gravat i produït a EM Estudi de la mà de Xavi Escribano, qui també forma part del grup com a bateria.

## Membres
- Martí Riba: veu i guitarra[2]
- Xavi Escribano: bateria
- David Pineda: baix
- Àlex Aran: guitarra

## Discografia
- Tot és absurd (Tropical Riot Music, 2023)[3]